# Bob Buckhorn

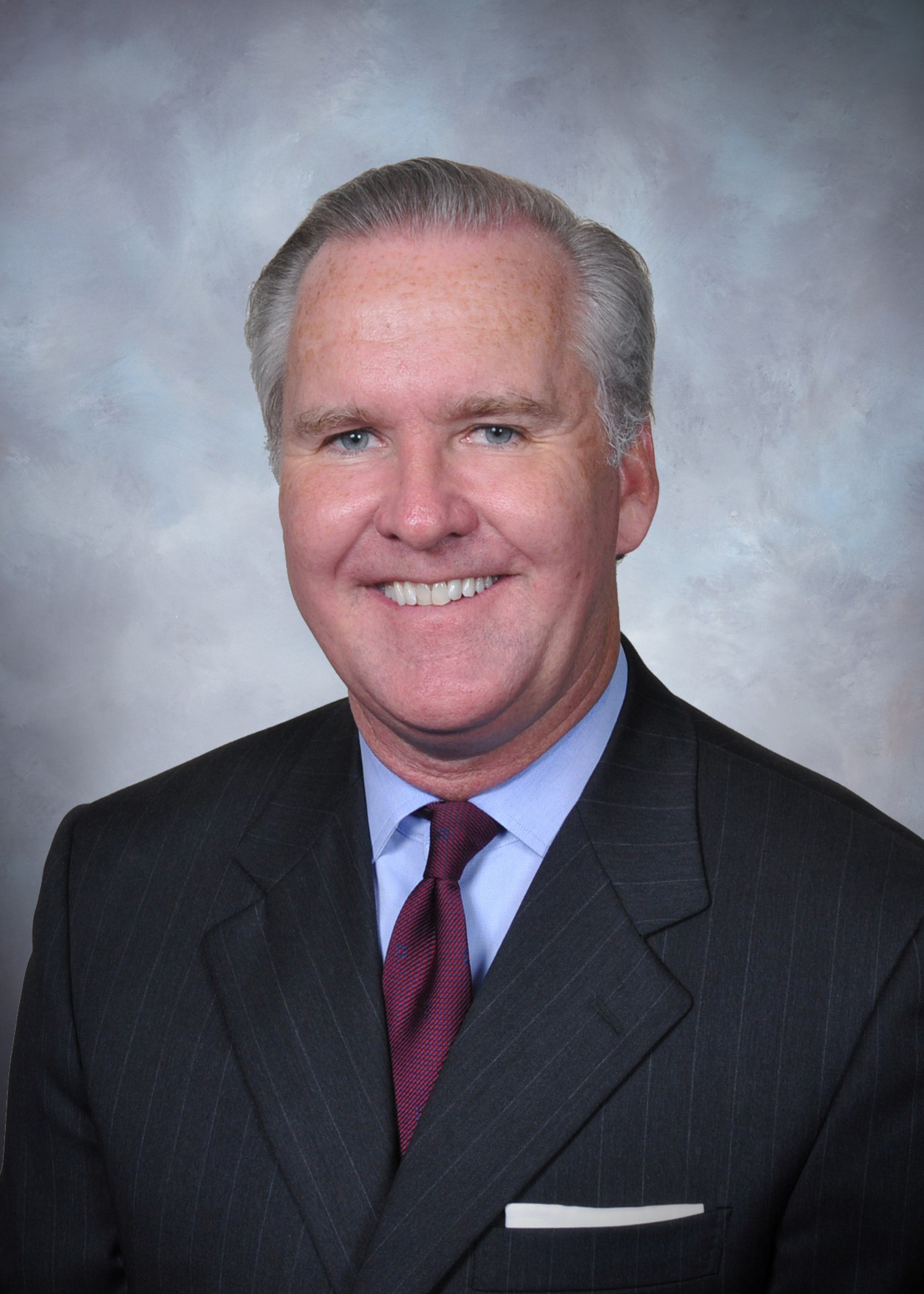
Bob Buckhorn (2006)

Robert Francis Buckhorn Jr. (* 29. Juli 1958 in Evanston, Illinois) ist ein US-amerikanischer Politiker (Demokratische Partei). Er war vom 1. April 2011 bis zum 1. Mai 2019 Bürgermeister der Stadt Tampa im Bundesstaat Florida.

## Leben
Bob Buckhorn wuchs als ältester von drei Brüdern in Falls Church im Bundesstaat Virginia auf. Er studierte Politikwissenschaften an der Pennsylvania State University in University Park, an der er im Jahr 1980 seinen Bachelorabschluss erlangte. 1987 war Buckhorn persönlicher Assistent der damaligen Bürgermeisterin von Tampa Sandra Freeman. 1995 wurde er erstmals in den Stadtrat von Tampa gewählt. Nach zwei Amtszeiten im Stadtrat zog Buckhorn sich zunächst aus der Politik zurück und wurde für die Politikberatungsagentur Dewey Square Group tätig. 2007 gründete er eine eigene Politikberatungskanzlei in Tampa.
Bereits im Jahr 2003 bewarb sich Buckhorn auf das Bürgermeisteramt in Tampa, seine erste Kandidatur blieb jedoch erfolglos. Vor der Bürgermeisterwahl im Jahr 2011, bei der die Amtsinhaberin Pam Iorio aufgrund einer Amtszeitenbeschränkung nicht mehr antreten konnte, gab Buckhorn erneut seine Kandidatur bekannt. Obwohl Mitglied der Demokratischen Partei trat er als unabhängiger Kandidat an. Im ersten Wahldurchgang am 1. März 2011 kam Bob Buckhorn auf 23,5 Prozent der Stimmen und blieb damit hinter seiner stärksten Gegenkandidatin Rose Ferlita, in der Stichwahl am 22. März 2011 konnte er jedoch 62,9 Prozent der Stimmen auf sich vereinigen und setzte sich somit gegen Ferlita durch. Am 1. April 2011 trat Buckhorn das Bürgermeisteramt an. Nachdem er im 12. September 2014 seine erneute Kandidatur bekannt gab, wurde er 2015 mit 95,9 Prozent der Wählerstimmen und ohne Gegenkandidaten in seinem Amt bestätigt. Während Bob Buckhorns Amtszeit wurde die Metropolregion Tampa zu einer der am schnellsten wachsenden Metropolregionen in den Vereinigten Staaten. Das Money Magazin bezeichnete Tampa im Jahr 2015 als beste Großstadt im Südosten der USA. Er setzte sich für eine Verbesserung des WiFi-Netzes in der Stadt ein und legte den Fokus seiner Amtszeit auf die Verbesserung der öffentlichen Sicherheit und eine Steigerung der Wirtschaftskraft der Stadt. Des Weiteren unterstütze Buckhorn den Ausbau des öffentlichen Nahverkehrs sowie des Radwegenetzes in Tampa.
Im Mai 2017 sorgte Bob Buckhorn für Aufsehen und negative Reaktionen der Presse, nachdem er während einer Militärparade in Tampa ein .50 Kaliber-Maschinengewehr auf mehrere Journalisten richtete, so tat, als würde er diese erschießen und danach sagte, er habe erwachsene Männer noch nie wie kleine Mädchen weinen gesehen. Kurz darauf entschuldigte er sich für diese Aussage. Nach acht Jahren im Amt konnte Bob Buckhorn nicht mehr für eine weitere Amtszeit kandidieren, am 1. Mai 2019 wurde er von Jane Castor im Bürgermeisteramt abgelöst. Bob Buckhorn ist verheiratet und hat zwei Töchter.